# Chi Chi LaRue
Larry David Paciotti (8 de novembro de 1959) é um diretor estadunidense de filmes pornográficos gays, bissexuais e heterossexuais. É mais conhecido por seu alterego Drag Queen Chi Chi LaRue, embora tenha usado nomes como Lawrence David e Taylor Hudson.

## Carreira
O diretor e DJ Paciotti, mais conhecido como Chi Chi LaRue, é um dos rostos mais conhecidos na indústria pornográfica mundial. Sua fama ultrapassa os talentos que ele mesmo descoriu ao longo das décadas. Começando no departamento de imprensa da produtora Catalina Video, hoje pertencente à Channel 1 Releasing, logo começou a dirigir nos sets de filmagem, estando por detrás dos maiores lançamentos do gênero, tendo ganhado uma indicação ao GayVN Award Hall. O diretor usa seu nome em diversos produtos, desde apretechos sexuais à velas e perfumes, sendo dono de um sex shop na Santa Monica Blvd, no coração de West Hollywood. Em 2005, Chi Chi LaRue tornou-se DJ e começou a fazer turnês pelos Estados Unidos, tendo iniciado apresentações conjuntas com os atores de seus filmes. Em 2007, LaRue foi escolhida pela revista OUT com a mais influente do Top 50 LGBT.
LaRue trabalhou na Catalina no final dos anos 80, época em que muitos diretores estavam aposentando ou morrendo.
Em 2001, LaRue participou do filme independente sobre a indústria pornográfica chamado The Fluffer.
LaRue dirigiu diversos filmes gays desde 1988. Em 2003, começou a dirigir filmes héteros na Vivid Video, onde tornou-se o queridinho das atrizes, particularmente Jenna Jameson. Por um tempo, o diretor dividiu suas atenções entre a Vivid Video e sua Rascal Video para a Channel 1 Releasing.
Em 2006, LaRue anunciou que não mais dirigiria filmes para a Vivid Video pois a produtora estava começando a fazer filmes sem camisinha.
Em agosto de 2008, ele dirigiu o controverso filme bissexual Shifting Gears: A Bisexual Transmission. LaRue cunhou o termo Straight-for-pay, ou “Hétero por Dinheiro” (um trocadilho com a frase Gay-for-pay), para se referir ao primeiro encontro do ator Blake Riley com uma mulher, Shy Love, e gostando.
LaRue e parceiro, a Channel 1 Releasing, abriu uma loja de vendas, Chi Chi LaRue's, em West Hollywood em 2008. A loja oferece todo catálogo da Channel 1 com mais de 2.000 títulos e produtos.

## Prêmios

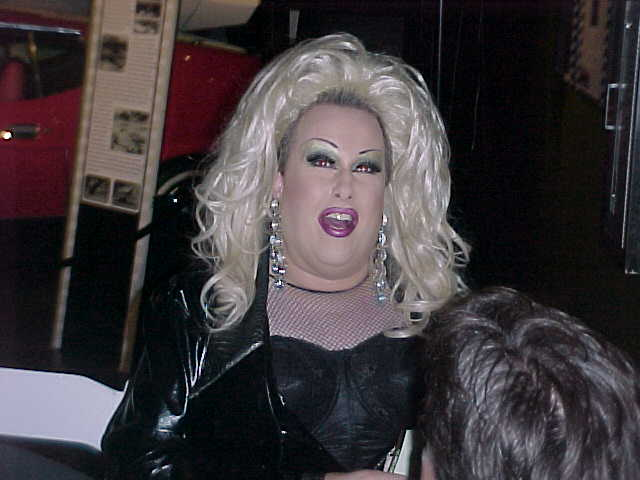
Chi Chi LaRue no Jantar anual da Free Speech Coalition

- Dave Awards de 1990 como Best Video e Best Director por "More of a Man" (All Worlds Video).
- AVN award de 1991 como Best Director (Gay Video) - "The Rise" (como Taylor Hudson), Catalina Video.[7]
- AVN Award de 1991 como Best Non-Sexual Performance–Bi, Gay, or Trans Video - "More of a Man", All Worlds Video.[7]
- Gay Erotic Video Awards de 1992 como Best Director - "Songs in the Key of Sex", HIS Video (junto de Jerry Douglas, "Kiss-Off", All Worlds Vídeo)
- AVN Award de 1993 como Best Director (Gay Video) - "Songs in the Key of Sex", HIS Video.[7]
- Gay Erotic Video Award de 1993 como Best Special Interest Video - "Chi Chi LaRue's Hardbody Video Magazine", Odyssey Men
- Gay Erotic Video Award de 1993 como Best Gender Bender - "Valley of the Bi Dolls", Catalina Video.
- Gay Erotic Video Award de 1994 como Best Non-Sexual Role - "Revenge of the Bi-Dolls", Catalina Video.
- Gay Erotic Video Award de 1995 como Best Director - "Idol Country", HIS Video.
- Grabby Award de 2000 como Best Director and Best Video.[8]
- GayVN Award de 2001 como Best Director - "Echoes", Men of Odyssey.[7]
- GayVN Award de 2002 como Best Director (Bissexual Video) - "Mile Bi Club", All Worlds Video.[7]
- GayVN Award de 2003 como Best Director (with John Rutherford) - "Deep South: The Big and the Easy Part 1" and "Part 2", Falcon Studios.[7]
- GayVN Award de 2006 como Best Director  - "Wrong Side of the Tracks Part One" and "Part Two", Rascal Video.[7]
- Grabby Award de 2006 como Best Director  - "Wrong Side of the Tracks Part One" and "Part Two", Rascal Video.[9]